# Loch Chon (sjö i Storbritannien)
Loch Chon är en sjö i Storbritannien.   Den ligger i kommunen Stirling och riksdelen Skottland, i den nordvästra delen av landet, 600 km nordväst om huvudstaden London. Loch Chon ligger 331 meter över havet.I omgivningarna runt Loch Chon växer i huvudsak blandskog.